# Doris Maletzki
Doris Maletzki, geschiedene Brachmann, (* 11. Juni 1952 in Salzwedel) ist eine ehemalige deutsche Leichtathletin, die in den 1970er Jahren – für die DDR startend – im Sprint erfolgreich war, u. a. 1976 als Staffel-Olympiasiegerin.

## Sportliche Karriere
Angesichts der Dominanz anderer DDR-Sprinterinnen kam sie nur in den Staffelwettbewerben zu großen internationalen Erfolgen: 
- 1974 wurde sie Europameisterin im 4-mal-100-Meter-Staffellauf (42,51 s, zusammen mit Christina Heinich, Bärbel Eckert und Renate Stecher). Sie startete bei diesen Titelkämpfen auch im 200-Meter-Lauf, schied jedoch im Halbfinale aus.
- 1976 gewann sie bei den Olympischen Spielen in Montréal die Goldmedaille im 4-mal-400-Meter-Lauf (3:19,23 min, zusammen mit Brigitte Rohde, Ellen Streidt und Christina Brehmer).

Doris Maletzki startete für den SC Dynamo Berlin und trainierte bei Günter Sauer. In ihrer aktiven Zeit war sie 1,68 m groß und wog 56 kg. Nach ihrer Sportlerkarriere wurde sie Finanzökonomin, war Hauptmann der Volkspolizei, arbeitete in leitender Funktion beim Berliner Fußball-Verband und danach als Mitarbeiterin im Deutschen Olympischen Institut.

## Auszeichnungen
- 1974 Vaterländischer Verdienstorden in Bronze und 1976 in Silber[2][3]